# Arthur Annesley, 1:e earl av Anglesey
Arthur Annesley, 1:e earl av Anglesey, född 10 juli 1614, död 6 april 1686, var en engelsk politiker, son till Francis Annesley, 1:e viscount Valentia, far till James Annesley, 2:e earl av Anglesey och Richard Annesley, 3:e baron Altham.
Anglesey tog i striderna mellan Oliver Cromwell och det långa parlamentet parti för det senare. Han arbetade senare för kungadömets återinförande och blev en av restaurationstidens ledande politiker, som i ord och handling verkade för återhållsamhet och moderation både i de politiska och i de religiösa striderna. I en konflikt 1671-72 mellan under- och överhuset om det senares rätt att göra ändringar i finansiella lagförslag hävdade han denna rätt. Han föll i onåd 1682 och drog sig undan från det politiska livet.